# VM8:an

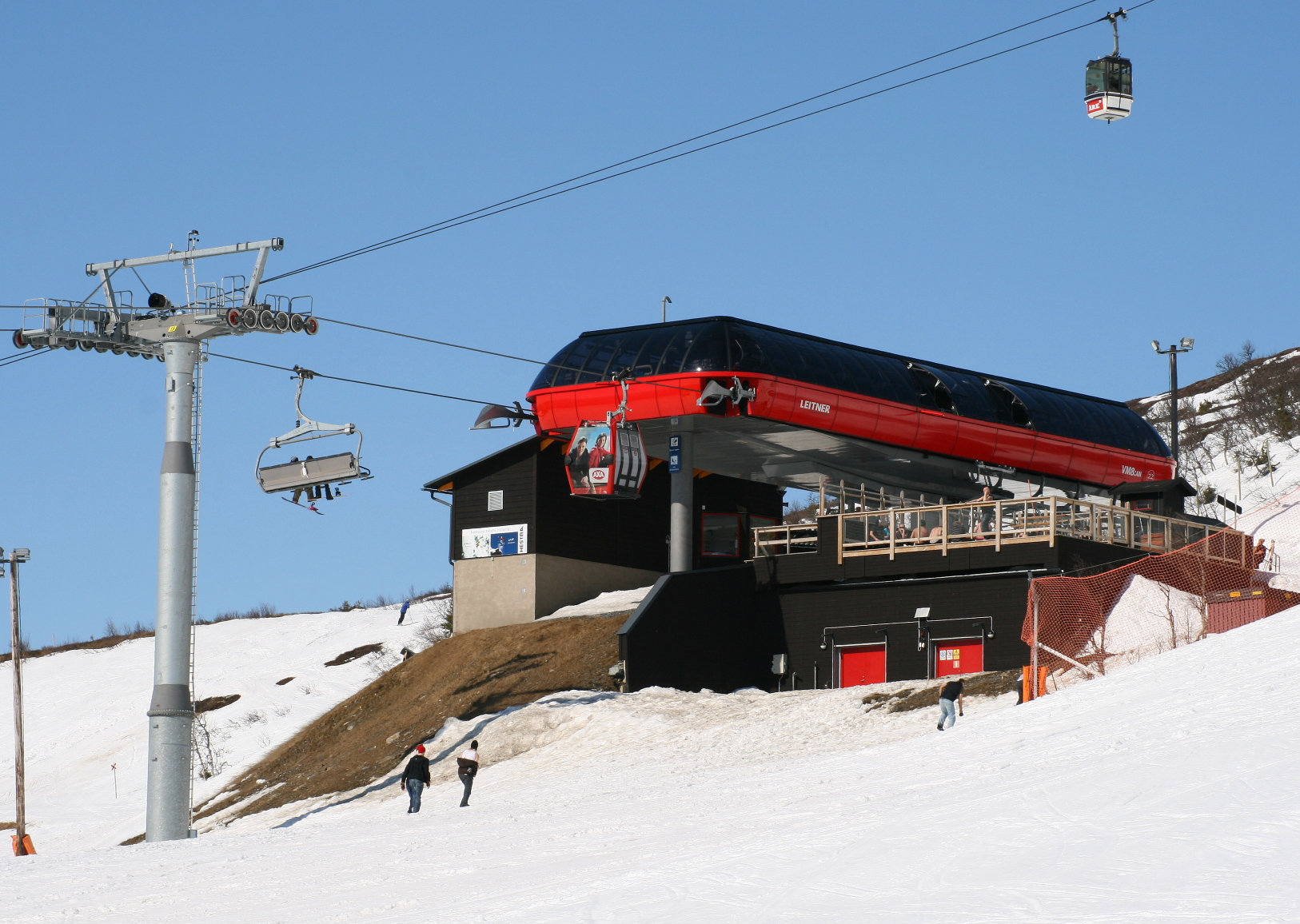
Bergstationen, VM8:ans drivstation, på VM-platån (843 m ö.h.).

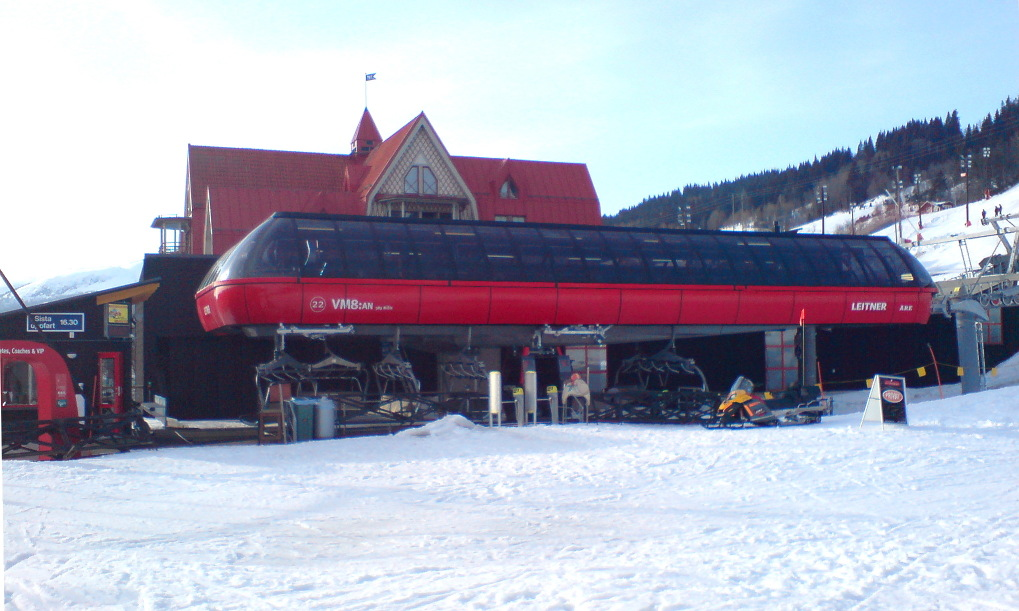
Dalstationen (389 m ö.h.), med liftens garage intill/bakom (där liftens stolar och gondoler parkeras efter stängning) vars inre del befinner sig under jord. På- och avstig för gondolerna sker på stationernas östra sida, och stolarnas på västra. (Nedfärd från bergstationen tillåts endast med gondol.)

VM8:an är en telemixlift (kopplingsbar kombinerad stol- och gondollift) i Åre, placerad intill Sveriges alpina nationalarena. (Sedan Covid-19-pandemin används enbart stolarna tillsvidare.) VM8:an började byggas i maj 2006, stod klar och invigdes den 8 december 2006 av Sven "Plex" Pettersson och kom därmed i drift två månader innan Alpina VM 2007. Den ersatte den (1984) kopplingsbara fyrstolsliften Olympialiften (som såldes till finska Ylläs), och tillverkades av Leitner Ropeways för 55 miljoner SEK i byggkostnad.
VM8:ans enhetskapacitet – åtta personer i både stolarna och gondolerna – blev världens första, och var även störst telemix fram till år 2010. Dess kapacitet på 3 400 personer i timmen, innan fyra av de 68 stolarna togs bort år 2016, består som Åre skidområdes genom tiderna största. Med enbart stolar i drift är kapaciteten högst 2 600 i timmen.
Åres vintersäsonger delas upp i två perioder sett till liftarnas dagliga drift-/öppettider, men sedan 2011/2012 har VM8:an en egen förlängd sådan över hel säsong. Sedan 2007 (med undantag för 2016 och 2017) är VM8:an i drift även under Åre Bike Parks högsäsong (2007–2015 användes enbart liftens gondoler).
VM8:an är den mest använda förbindelsen mellan dalen och övre delen av skidbackarna. Förbindelsen vidare uppåt utgörs av Gondolen som når upp till systemets topp. Båda liftarna är väderutsatta i Åres ofta blåsiga väder.

## Historia
I och med att Åre den 6 juni 2002 tilldelades arrangemanget av Alpina VM 2007 krävde Internationella Skidförbundet FIS en typ av gondolbana i området. För allmän transport av utförsåkare i denna gästpopulära och belastade del av skidområdet skulle en gondolbana också innebära en ökad komfort för barn, men å andra sidan skulle den föregångna annars enklare transporten för passagerarna att behålla sina skidor/brädor på under liftåkningen försvinna med en typisk gondollift – varför det satsades på telemixliften; en linbanetyp som länge hade haft en mycket sporadisk profil, och började populariseras som skidlift först 2002.
2005 breddades målområdet intill dalstationen, och den 30 meter breda bron över E14 byttes ut mot en 135 meter lång tunnel. Efter mästerskapet byggdes 2011 det Nationella Vintersportcentrumet (nationalarenan) vid målområdet, och ägs av Svenska Skidförbundet för att bedriva forskning inom alpin skidåkning. Utomhusläktaren rymmer cirka 1 000 åskådare, och byggnaden för 20 miljoner kronor innehåller kontor och konferenslokaler.

## Teknisk data
- Längd: 1 485 m (vajerlängd 3 150 m)
- Fallhöjd: 454 m
- Max kapacitet: 2 600 pers/tim (med enbart stolar i drift)
- Max hastighet: 5 m/s
- Antal stolpar: 15 st
- Antal stolar: 64 st
- Vajerdiameter: 52 mm
- Vajervikt: 32 ton
- Driveffekt: 760 kW

## Specialdesigner
Den 17 december 2007 invigdes den så kallade "Rockgondolen" på VM8:an (skapad av Telia) som de första säsongerna var målad i svart med nitar, gitarrer och blixtar. Rockgondolen var inuti utrustad med högtalare, där passagerarna via en liten dataskärm med Spotify kunde lyssna på musik under färden.
De flesta av liftens gondoler är målade i rött, med mörka solskyddsfärgade fönsterrutor, medan enstaka gondoler får egna varierande utseenden olika säsonger beroende på aktuell sponsring.
Till vintersäsongen 2012/2013 ersattes Rockgondolen med två högtalarutrustade gondoler ungefär mitt ifrån varandra på liften, för att användas som guidning till den då nya 3,5 kilometer långa kvällsskidåknings-sagoslingan "I Jättars Spår" – världens längsta belysta nedfart – som handlade om Åreskutans jätte Rut i Skut. Slingan (VM8:an berg–Rödkullen–VM8:an dal) med dess blå belysning nominerades till en av 20 finalister i den internationella tävlingen Lamp Awards 2013, av totalt 608 tävlande. Den har även vunnit Svenska Ljuspriset.
Inför vintern 2016/2017 lät högtalarsystemet (både nedfarten och de två gondolerna) omarbetas till Valles Ski Adventure, en attraktion med Skistars snögubbe-maskot "Valle".

## VM-Platån
VM-Platån, före detta Olympiaplatån, är den bergsplatå där VM8:an har toppstationen och Gondolen sin dalstation. VM8:ans toppstations officiella höjd över havet är 843 meter, men officiell höjd för platån (exempelvis backrestaurangen Svartberget, före detta Café Olympia respektive Åre Ski Inn) är 864 meter. Strax ovanför platån är startplatsen för de stora störtlopps- och Super-G-tävlingar som arrangeras i Åre. Alldeles nedanför platån är den så kallade "Stövelbranten" (i Störtloppet och Lundsrappet), som är ett av Åres absolut brantaste preparerade partier.